# Kirby’s Dream Land
Kirby’s Dream Land (с англ. — «Страна снов Кирби») — видеоигра в жанре платформера, разработанная компанией HAL Laboratory и изданная в 1992 году компанией Nintendo для портативной игровой системы Game Boy. Это первая игра в серии Kirby, ознаменовавшая дебют Кирби. Она ввела множество игровых элементов, которые впоследствии стали использоваться в серии. Сюжет игры повествует о том, как Кирби проходит пять различных уровней, чтобы вернуть Сверкающие Звезды и еду обитателям Страны Снов, которые до того похитил Король Дидиди.
Kirby’s Dream Land была создана Масахиро Сакураем и стала его дебютной игрой. Он стремился сделать простую игру, которую могли бы легко освоить начинающие игроки. Для более опытных игроков он создал дополнительные испытания, такие как усложнённый режим и возможность изменять максимальное количество очков здоровья Кирби и начальное число жизней. Игра была переиздана на игровой системе Nintendo 3DS через сервис Virtual Console в 2011 году и также вошла в состав сборника Kirby’s Dream Collection для Wii, выпущенного в честь 20-летия серии. В феврале 2023 года игра стала частью сервиса Nintendo Switch Online. Kirby’s Dream Land была самой продаваемой игрой в серии с показателем в 5 миллионов проданных экземпляров, пока через 30 лет её не обошла Kirby and the Forgotten Land.

## Игровой процесс
Kirby’s Dream Land — игра в жанре платформера с боковой прокруткой. Основной способ атаки Кирби — втягивание врагов и объектов в рот, после чего игрок может либо проглотить их, либо выплюнуть в виде звездообразного снаряда. Помимо бега и прыжков, Кирби умеет летать, наполняя себя воздухом и размахивая руками. Полёт может продолжаться неограниченное время, однако единственная доступная при этом способность — выпустить воздух, что прерывает полёт.
Игра состоит из пяти уровней, каждый из которых представляет собой череду больших «комнат», соединённых дверьми. Двери ведут в различные области уровня, в том числе в скрытые зоны. Они также служат чекпойнтами: если Кирби погибает, игра возобновляется с начала текущей «комнаты», а не уровня. Цель игры — пройти уровень, победив босса в его конце. Столкновения с противниками и опасными элементами уровней отнимают у Кирби очки здоровья, количество которых зависит от конкретного типа урона. Игрок начинает прохождение с несколькими жизнями, которые теряются при обнулении здоровья Кирби или падении в пропасть. Здоровье восстанавливается при поедании пищи, встречающейся на уровнях. Если игрок теряет все жизни, происходит конец игры, но можно продолжить с начала текущего уровня, выбрав опцию «продолжить».
В Kirby’s Dream Land присутствуют традиционные бонусы, дающие Кирби временные умения при их подборе, хотя они не играют большой роли в игровом процессе. Зачастую такие бонусы имеют вид еды, например, острый карри (англ. Spicy Curry) позволяет Кирби извергать огонь изо рта, а мятный лист (англ. Mint Leaf) позволяет быстро выпускать воздушные снаряды, не прерывая полёт.

## Сюжет
События Kirby’s Dream Land происходят в вымышленной Стране Снов (англ. Dream Land), расположенной на крошечной планете в форме звезды, далеко-далеко от Земли. Жители Страны Снов, Дримлендеры, — очень мирный и беззаботный народ, использующий магические Сверкающие Звезды (англ. Sparkling Stars) для игр и работы в небесах.
Однажды ночью, под покровом темноты, прожорливый Король Дидиди (англ. King Dedede) и его подручные налетают из замка на горе Дидиди и похищают всю еду в Стране Снов, а также Сверкающие Звезды, которые Король распределяет между своими приспешниками. Без Сверкающих Звёзд Дримлендеры больше не могут выращивать пищу и начинают голодать. Пока жители обсуждают, что делать, на весеннем ветру прилетает Кирби и вызывается победить Короля Дидиди, вернуть еду и Звезды. Успешно справившись с этой задачей, он использует магию Сверкающих Звёзд, чтобы превратиться в воздушный шар и вернуть украденную королём еду жителям Страны Снов.

## Разработка
Kirby’s Dream Land была разработана Масахиро Сакураем из компании HAL Laboratory. Большая часть программирования осуществлялась на Twin Famicom — лицензированной игровой системе производства корпорации Sharp, объединявшей в себе Famicom и Famicom Disk System. В связи с отсутствием поддержки клавиатуры на Twin Famicom, для ввода данных применялся трекбол в комбинации с экранной клавиатурой. Сакураи позже сравнивал этот процесс с «использованием ланчбокса для приготовления обеда».
Изначально Кирби был временным персонажем, которого разработчики использовали до тех пор, пока не смогли бы создать более сложный образ. Однако Кирби настолько понравился дизайнерам, что они решили оставить его вместо того, чтобы заменять на более проработанного персонажа. В то время его планировали назвать «Попопо» (яп. ポポポ), а игра должна была носить название Popopo of the Spring Breeze (яп. はるかぜポポポ, Harukaze Popopo).
HAL Laboratory планировала самостоятельно издавать игру, но из-за малого количества предварительных заказов выпуск игры был отложен, и HAL обратилась к Nintendo с просьбой выступить издателем. Под руководством Nintendo игра получила масштабную маркетинговую кампанию, а её название было изменено. Чтобы сделать персонажа более привлекательным для международной аудитории, разработчики решили сменить имя. Они провели опрос среди сотрудников Nintendo of America и в итоге остановились на варианте «Кирби».
В процессе разработки игры возникла некоторая путаница относительно цветовой схемы Попопо/Кирби. Сакураи всегда представлял его розовым, что отражено в концепт-артах, но в самой игре Кирби не был розовым, поскольку игровая система Game Boy имела монохромный дисплей. Другие члены команды разработчиков не знали о цвете Кирби; в частности, Сигэру Миямото изначально полагал, что он жёлтого цвета. Хотя розовый стал основным цветом Кирби, в более поздних играх жёлтый Кирби использовался для репрезентации второго игрока в многопользовательском режиме. Когда игра была выпущена в Японии, на обложке был изображён розовый Кирби. Однако Nintendo of America разработала дизайн обложки и рекламные материалы для Северной Америки с белым Кирби, основываясь на чёрно-белой графике игры.

## Отзывы критиков
Kirby’s Dream Land получила в целом положительные отзывы. После выхода игры редакторы Nintendo Power Джордж и Боб в основном положительно отозвались о ней. Джордж заявил, что это действительно весёлая игра, качество которой обусловлено отличным управлением и хорошо продуманной концепцией, а Боб отметил, что несмотря на кажущуюся простоту, игра на самом деле представляет достойный вызов для более опытных геймеров.

Игра возглавляла японские чарты продаж журнала Famitsu с мая по июнь 1992 года, а в октябре 1992 года заняла первое место в чарте продаж Game Boy сети магазинов Babbage’s в США. К марту 1993 года мировые продажи игры превысили 1 миллион экземпляров. К 1997 году было продано 4,6 миллиона экземпляров. По состоянию на 2010 год, мировые продажи превысили 5 миллионов экземпляров; издание Gamasutra связало успех игры с её новым стилем игрового процесса. На тот момент это была самая успешная игра HAL Laboratory. Осаму Иноуэ из Gamasutra приписал успех игры Сатору Ивате, бывшему сотруднику HAL Laboratory, и о котором отзывается как о человеке с «простой страстью к созданию игр».
| Иноязычные издания | Иноязычные издания |
| Издание            | Оценка             |
| ------------------ | ------------------ |
| AllGame            | [ 18 ]             |

Общая оценка на Game Rankings, где выложены 9 обзоров игры составляет 62,22 %, что делает её 17-й лучшей игрой для Game Boy. Бен Ривз из Game Informer назвал её 14-й лучшей игрой для Game Boy и отметил, что это расслабляющая игра. Писательница Венди Деспейн использовала сюжет Kirby’s Dream Land в качестве примера того, как развивались сюжеты ранних платформеров, которые она в целом описала как «главный герой должен добраться до злодея, чтобы исправить несправедливость». Джонатан Уолгрен из Humongous Life назвал её сильной игрой, но также посчитал «слишком элементарной». Бретт Элстон из GamesRadar положительно отозвался о музыке игры, особенно похвалив саундтрек во время битвы с финальным боссом, заявив, что это «единственная песня в оригинальной Kirby, в которой чувствовался вызов или конфликт, а не прогулка по полю парящих тортов». Надя Оксфорд из 1UP.com высоко оценила уникальную механику платформера, назвав её началом «прожорливой легенды». Джошуа Кристал из Allgame назвал её «отличной игрой для начинающих игроков и тех, кто любит весёлые, но короткие игры».
В статье, посвящённой различным видеоиграм серии Kirby, сайт IGN назвал Kirby’s Dream Land приличным платформером, но простым по сравнению с более поздними играми. Лукас М. Томас и Крейг Харрис из IGN включили Kirby’s Dream Land в свой список желаемых игр для гипотетической «Virtual Console» на Nintendo 3DS, отметив, что её включение было бы основано скорее на ностальгии, чем на ощущении «нового и сенсационного». Они также добавили, что оригинальные персонажи, такие как Кирби, были звёздами Game Boy, а не устоявшиеся персонажи, такие как Марио, Линк, Самус Аран и Пит. В статье «История Game Boy» сайт вновь отметил Kirby’s Dream Land, добавив, что хотя «крутость» была обычным явлением для новых маскотов платформеров, Кирби воспринимался как «весёлый и очаровательный», а игра отличалась «лёгким, непринуждённым геймплеем и беззаботной атмосферой». Джеральд Виллория, Брайан Альтано и Райан Скотт из GameSpy назвали игру «базовой» по сравнению с более поздними играми серии, добавив, что в ней не хватало чувства опасности, поскольку Кирби мог летать. GamesRadar включил Kirby’s Dream Land и её сиквел в список игр, которые они хотели бы видеть на Virtual Console для 3DS.

## Сиквелы
Kirby’s Dream Land породила множество продолжений на различных игровых системах. Первый прямой сиквел, Kirby’s Adventure, вышедший на Nintendo Entertainment System, ввёл возможность красть способности у врагов, что стало характерной особенностью серии в дальнейшем. Серия включала в себя несколько спин-оффов в различных жанрах, в том числе гоночную игру Kirby Air Ride, пинбольную игру Kirby’s Pinball Land и гибрид экшена и гольфа Kirby’s Dream Course. В 1995 году Kirby’s Dream Land получила продолжение на Game Boy — Kirby’s Dream Land 2, которая включала в себя механику копирования способностей из Kirby’s Adventure.
Игра Kirby Super Star для Super Nintendo содержит сокращённый ремейк Kirby’s Dream Land под названием «Spring Breeze». В нём представлена способность Кирби копировать способности из более поздних игр и возможность призывать помощников для совместной игры, но отсутствуют этап Castle Lololo и битва с боссом Kaboola. Kirby Super Star Ultra развила эту идею с помощью мини-игры «Revenge of The King» — усложнённой версии «Spring Breeze», которая включает более длинные уровни, больше соответствующие оригинальной игре. Хотя Castle Lololo по-прежнему отсутствует, битва с боссом Kaboola была вернута в переосмысленной форме.
Кирби и Король Дидиди появляются в качестве игровых персонажей в серии файтингов Super Smash Bros. Оба персонажа имеют альтернативные костюмы, которые придают им монохромный вид, напоминающий графику Game Boy. Арена «Green Greens», впервые появившаяся в Super Smash Bros. Melee, основана на первом уровне этой игры. Арена «Dream Land GB», представленная в Super Smash Bros. для Nintendo 3DS, переключается между несколькими локациями из Kirby’s Dream Land, отображаемых на монохромном экране Game Boy.

## Комментарии
1. ↑  Известная в Японии как Hoshi no Kābī (яп. 星のカービィ Хоси но Ка:би:, «Звезда Кирби»)